# Charetum fragilis
Zespół ramienicy kruchej (Charetum fragilis) – syntakson słodkowodnych makrofitów w randze zespołu budowany głównie przez ramienicę kruchą. Należy do klasy zespołów Charetea.

## Charakterystyka
Łąka ramienicowa zdominowana przez gatunek nominatywny. Nierzadko tworzy rozległe płaty. Zwykle występuje w jeziorach eutroficznych, ale może znajdować się w zbiornikach mezotroficznych, w zbiornikach astatycznych (gliniankach, stawach, torfiankach), a nawet rowach z wolno płynącą wodą. Zwykle zajmuje wody dość płytkie (do 2 m), ale zdarza się też w głębszych, o szerokim zakresie odczynu (pH 5–8,5). Podłoże od mineralnego, przez zamulone, po w pełni zatorfione, przy czym bardziej zwarte płaty tworzą się na organicznym. W układzie strefowym występuje w strefie nymfeidów i eledeidów. W małych zbiornikach może zajmować niemal całe dno, mając wówczas pewne znaczenie przy ich wypłycaniu i lądowaceniu. W trakcie sukcesji ekologicznej jest zastępowane przez inne łąki podwodne – Charetum tomentosae, łąki z klasy Potametea lub szuwary. W bardziej żyznych siedliskach ramienica krucha zamiast tworzyć łąki, wchodzi w skład innych zbiorowisk.
WystępowanieW Polsce na terenie całego kraju. Częstsze w północnej części.
Charakterystyczna kombinacja gatunków
ChAss. : ramienica krucha (Chara globularis)
ChAll. : ramienica omszona (Chara ceratophylla, Ch. tomentosa), Chara crinita, ramienica przeciwstawna (Ch. contraria), ramienica kolczasta (Ch. intermedia), ramienica zwyczajna (Ch. rudis)
ChCl., ChO. : ramienica delikatna (Chara delicatula), ramienica krucha (Chara fragilis), krynicznica tępa (Nitellopsis obtusa).
Typowe gatunki
Charakterystyczna kombinacja gatunków zbiorowiska ma znaczenie dla diagnostyki syntaksonomicznej, jednak nie wszystkie składające się na nią gatunki występują często. Dominantem jest ramienica krucha. Inne częściej występujące gatunki to: ramienica omszona, moczarka kanadyjska, rogatek sztywny i rdestnica pływająca.

## Zagrożenia i ochrona
Łąki ramienicowe w miarę postępującej eutrofizacji i związanym z tym wzrostem stężenia fosforu, mętności i przewagi konkurencyjnej roślin naczyniowych zanikają.
Występowanie typowych łąk ramienicowych, do których należy Charetum fragilis, jest podstawą do objęcia zbiorników, w których występują, ochroną jako siedlisko przyrodnicze 3140 (twardowodne oligo– i mezotroficzne zbiorniki z podwodnymi łąkami ramienic Charetea) w systemie Natura 2000.